# Josep Peiró Olives
Josep Peiró Olives (Badalona, 1917-París, 28 de octubre de 2005) fue un anarquista español, militar de la guerra civil española leal a la Segunda República española y miembro de la resistencia francesa.

## Biografía
Era el segundo de los tres hijos y cuatro hijas de Joan Peiró, dirigente anarcosindicalista español de la CNT que fue ministro de Industria durante la Segunda República Española.
Josep Peiró se alistó como voluntario de la Brigada Ascaso al iniciarse la guerra civil española y  participó como voluntario en la guerra civil española en el frente de Aragón. Conduciendo el coche de su padre, entonces Comisario de Electricidad del Gobierno republicano, huyó con su padre a Francia, camino del exilio, en 5 de febrero de 1939, poco antes de finalizar la contienda. Su padre fue descubierto y entregado a la Gestapo, que lo puso en manos de la policía franquista, siendo fusilado en 1942.
Participó al iniciarse la Segunda Guerra Mundial en la Resistencia francesa a la ocupación nazi, siendo miembro destacado de la misma —fue condecorado, entre otras, con la Medalla de la Defensa de París con distintivo de palmas y con las medallas de la resistencia francesa y polaca—, y vivió el resto de su vida en París. Se jubiló como archivero del Ministerio de Exteriores francés. Durante su exilio militó sin interrupción en la CNT, donde ejerció como secretario del comité peninsular de las Juventudes Libertarias, y fue también secretario general de la Federación Local de la CNT en París. Como dirigente de la CNT, asistió con regularidad a las reuniones de la Alianza por la República con representantes de los partidos republicanos en el exilio.
Estaba casado con Olga Rodríguez y tenía una hija, Amapola. Sus restos mortales fueron incinerados y depositados en el cementerio del Père-Lachaise, y el 15 de julio de 2006 fueron trasladados al Cementerio Viejo de Mataró, donde reposan junto con los de su padre y su madre.

## Obras
- Juan Peiró. Teórico y militante del anarcosindicalismo español. Editorial Foil, Barcelona, 1978[1]